# 2012년 FIFA U-20 여자 월드컵 선수 명단
이 문서에서는 2012년 FIFA U-20 여자 월드컵에 참여한 선수 명단을 정리한다.

## A조

### 멕시코
틀:2012년 FIFA U-20 여자 월드컵 멕시코 선수 명단

### 체코슬로바키아
틀:2012년 FIFA U-20 여자 월드컵 스위스 선수 명단

### 뉴질랜드
틀:2012년 FIFA U-20 여자 월드컵 뉴질랜드 선수 명단

## B조

### 브라질
틀:2012년 FIFA U-20 여자 월드컵 브라질 선수 명단

### 이탈리아
틀:2012년 FIFA U-20 여자 월드컵 이탈리아 선수 명단

### 나이지리아
틀:2012년 FIFA U-20 여자 월드컵 나이지리아 선수 명단

## C조

### 조선민주주의인민공화국
틀:2012년 FIFA U-20 여자 월드컵 조선민주주의인민공화국 선수 명단

### 캐나다
틀:2012년 FIFA U-20 여자 월드컵 캐나다 선수 명단

### 노르웨이
틀:2012년 FIFA U-20 여자 월드컵 노르웨이 선수 명단

### 아르헨티나
틀:2012년 FIFA U-20 여자 월드컵 아르헨티나 선수 명단

## D조

### 미국
틀:2012년 FIFA U-20 여자 월드컵 미국 선수 명단

### 중화인민공화국
틀:2012년 FIFA U-20 여자 월드컵 중국 선수 명단

### 독일
틀:2012년 FIFA U-20 여자 월드컵 독일 선수 명단

### 가나
틀:2012년 FIFA U-20 여자 월드컵 가나 선수 명단